# Штаден, Ханс

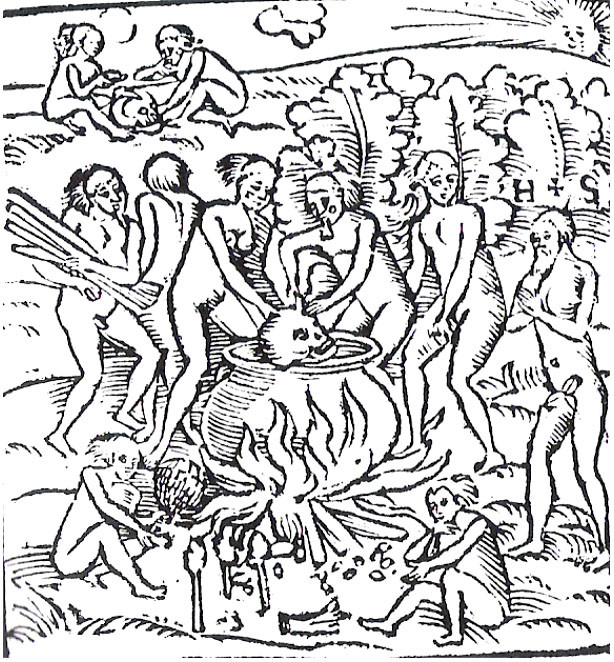
Гравюра из книги Штадена 1557 г, изображающая каннибализм в племени тупинамба. Штаден - голый бородатый мужчина справа с надписью "H + S".

Ханс Штаден, нем. Hans Staden; 1525, Хомберг — 1579, Вольфхаген, Кассель) — немецкий ландскнехт и моряк, дважды путешествовавший в Южную Америку в составе испанской и португальской экспедиций конкистадоров. Во время второго путешествия его взяло в плен племя тупинамба.

## Биография
Ханс Штаден родился в Хомберге (ландграфство Гессен) ориентировочно в 1525 году, более точные сведения о его дате рождения отсутствуют. Ханс в своей книге указывает, что он получил хорошее образование и решив отправиться в путешествие, но будучи ограниченным в средствах, поступил на службу на португальское судно, которое в 1547 году отправилось в Бразилию.
Корабль прибыл в Бразилию 28 января 1548, где Штаден принял участие в замирении коренного населения, инициированном местным губернатором. Успешно справившись с поставленной задачей, Штаден возвращается обратно в Португалию 8 октября 1548 года. Однако уже в марте 1549 года он снова отправляется в Новый свет из г. Севилья в составе испанской экспедиции, целью которой было изучение Рио-де-ла-Плата. Достигнув берегов Бразилии, корабли экспедиции попали в шторм, два корабля затонули, а их команда была вынуждена отправиться по суше в Асунсьон. Другая часть экспедиции, куда входил Штаден, дошла на корабле к Сан-Висенте, где также потерпела крушение.  Там Штаден с несколькими выжившими поступил на службу к португальцам благодаря имеющемуся у него опыту боевых действий против коренного населения. Во время одной из стычек с воинами местного племени тупинамба Штаден был захвачен в плен. Так как Ханс был на службе у португальцев, к которым представители племени Тупи относились исключительно враждебно, то сначала его собирались съесть во время одного из ритуалов. Ханс, внешне не похожий, по мнению индейцев, на португальца, сумел убедить их, что он не португалец, тем самым сохранив себе жизнь.

## Книга
После возвращения в Европу в 1555 году благодаря финансовой поддержке марбургского доктора Йоганна Дриандера Штаден смог опубликовать повесть о том, как он находился в плену у индейцев, под названием «Достоверная история и описание страны диких, голых, суровых людей-людоедов Нового Света Америки» (Warhaftige Historia und beschreibung eyner Landtschafft der Wilden Nacketen, Grimmigen Menschfresser-Leuthen in der Newenwelt America gelegen, 1557).. Книга стала международным бестселлером, была переведена на латынь и многие европейские языки и выдержала 76 изданий.
В книге Warhaftige Historia… представлено подробное описание обычаев племени тупинамба, богато иллюстрированное гравюрами. Тем не менее, наибольший интерес европейской публики вызвало описание каннибализма индейцев. Штаден утверждал, что тупинамба были каннибалами, и описывал в ярких красках, как они убивали, готовили и ели пленников. По словам Штадена, однажды индейцы угостили его вкусным супом, и на дне котла он обнаружил маленькие черепа, которые, по-видимому, принадлежали детям.
В конце концов, как рассказывает Штаден в своей книге, его спасло французское судно.

## Критика
Ряд учёных выступил с критикой достоверности данной книги, усомнившись в том, что Штаден действительно был очевидцем каннибализма. Другие, напротив, рассматривают книгу как важный и надёжный этноисторический источник.

## Влияние на современную культуру
Рассказ Штадена лёг в основу двух фильмов:
- 1970 — «Как вкусен был мой француз» (Como Era Gostoso o meu Francês) был основан на воспоминаниях Штадена, хотя и не включал его в число действующих лиц.
- 1999 — «Ханс Штаден — смотрите, к нам скачет еда» (Hans Staden — Lá Vem Nossa Comida Pulando, (Hans Staden — There He Comes, Our Food Jumping Архивная копия от 9 июня 2009 на Wayback Machine), рассказывающий о приключениях Штадена в плену у племени тупинамба.[8]

## Литеаратура
- Staden, Hans. Hans Staden’s True History: An Account of Cannibal Captivity in Brazil. Edited and translated by Neil L. Whitehead and Michael Harbsmeier. Duke University Press, 2008.
- Оригинальное издание «Достоверная история и описание страны диких, голых, суровых людей-людоедов Нового Света Америки» (Warhaftige Historia und beschreibung eyner Landtschafft der Wilden Nacketen, Grimmigen Menschfresser-Leuthen in der Newenwelt America gelegen
- True History and Description of a Country in America Архивная копия от 5 апреля 2020 на Wayback Machine